# Pauline Cummins
Pour les articles homonymes, voir Cummins (homonymie).
Pauline Cummins (née en 1949) est une sculptrice, une peintre, une artiste de  performance et vidéo irlandaise. Elle est conférencière au National College of Art and Design.

## Biographie
Pauline Cummins est née à Dublin en 1949. Elle étudie la peinture et la céramique au National College of Art and Design (NCAD) de 1966 à 1970. De 1974 à 1975, elle est directrice d'un programme d'aide à Turkana au Kenya, le Craft Workshop, qui enseigne le marketing et la conception artisanale. En 1975, elle cofonde le studio de céramique Ashford Pottery dans le comté de Wicklow. Elle déménage à Toronto au Canada, en 1979, où elle se concentre sur la peinture. De retour en Irlande, son travail s'oriente vers la vidéo et la performance. En 2002, elle obtient une maîtrise au NCAD. Cummins est conférencière au NCAD dans le département de sculpture.

## Carrière artistique
Le travail de Cummins se concentre sur l'identité et le genre au sein des communautés et des situations sociales. Sa première performance, Unearthed, a été commandée par Projects UK en 1988, dont les dessins sont présentés dans l'exposition irlandaise de Living Art 1982. Elle est membre fondateur du Women Artists Action Group (WAAG) en 1987 et a été la première présidente du groupe. Elle a collaboré avec des institutions telles que le National Maternity Hospital, Dublin et la prison pour femmes de Mountjoy. Elle expose et joue à la Royal Hibernian Academy, Tate Liverpool et au Centre Culturel Irlandais à Paris.
En septembre 2010, elle interprète CHAOS à l'Open Space Gallery, Victoria, Canada. En 2016, elle est l'une des artistes sélectionnées pour Future Histories à Kilmainham Gaol. Ses œuvres sont conservées dans les collections du Musée irlandais d'art moderne et de la galerie Douglas Hyde. Elle remporte le George Campbell Painting Award en 1986, la bourse Sir Mark Turner Memorial en 1992, le Culture Ireland Award en 2010 et le Film and Video Award du Arts Council of Ireland en 1990 et 1994.